# Flusso molecolare bipolare

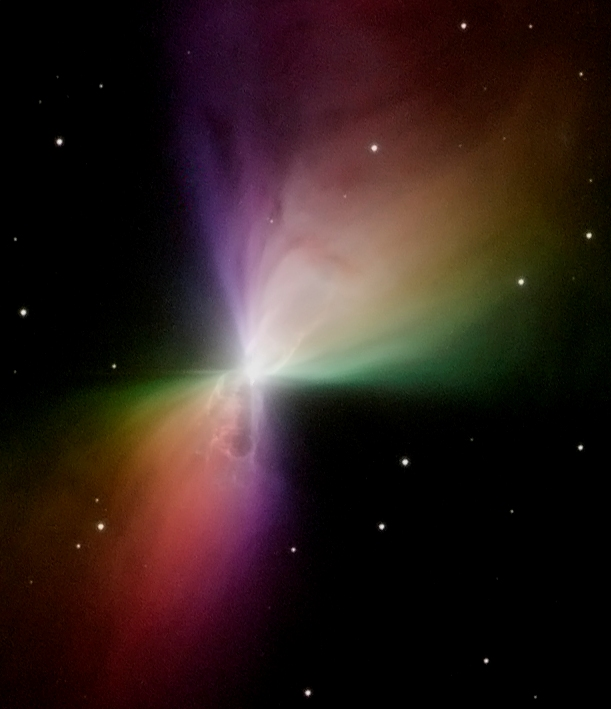
La nebulosa Boomerang, un esempio lampante di flusso bipolare.

I flussi molecolari bipolari (più semplicemente flussi bipolari) sono dei flussi continui di materia gassosa ionizzata (plasma) che fuoriescono dai due poli di una stella. Compaiono in vari stadi dell'evoluzione stellare: nelle protostelle e nella fase T Tauri, quando la stella è ancora molto giovane, e nelle nebulose planetarie (nebulose bipolari), ovvero ciò che resta, assieme alla nana bianca, di una stella di piccola massa nelle sue ultime fasi evolutive.
In entrambi i casi i flussi bipolari consistono principalmente di gas in forma molecolare, che viaggia nello spazio ad una velocità di decine e perfino centinaia di km/s; nel caso delle stelle giovani si estendono anche per oltre un parsec dalla stella che li ha originati.

## Flussi nelle stelle giovani
Nel caso delle stelle giovani, il flusso bipolare è guidato da getti altamente collimati.
I getti sono però meno spessi dei flussi e pertanto più difficili da osservare direttamente (nel visibile). Tuttavia i getti, emessi a velocità superiori a quella del suono, riscaldano la zona circostante a temperature di varie migliaia di kelvin; si ha pertanto una notevole emissione di radiazioni nell'infrarosso, facilmente identificabili dai telescopi dotati di apparecchiature in grado di rilevarli. Durante l'osservazione appaiono spesso come degli agglomerati o degli archi lungo la direzione del getto, detti bow shock molecolari, osservabili soprattutto quando l'idrogeno molecolare emette radiazioni dopo esser stato eccitato.

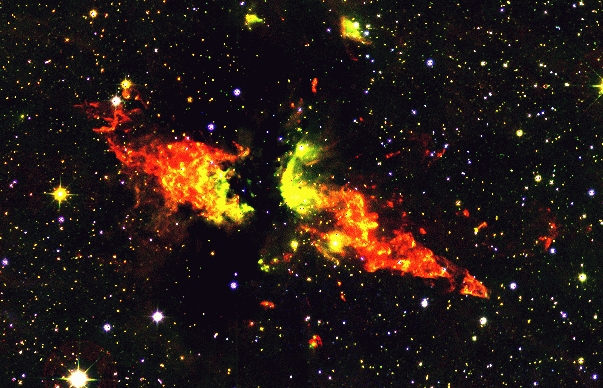
Immagine negli infrarossi del flusso bipolare associato a DR21, una stella giovane estremamente massiccia.

I flussi bipolari osservabili nelle nebulose oscure, regioni di forte formazione stellare, sono costituiti da monossido di carbonio riscaldato dalla presenza di giovani stelle, ancora in uno stadio evolutivo precoce (con un'età non superiore a 10 000 anni). Si ritiene infatti che i bow shocks si formino quando i flussi spazzano le dense regioni di gas circostanti.
I getti delle T Tauri - stelle ancora molto giovani, ma in uno stadio evolutivo più avanzato - producono simili bow shocks, che però sono osservabili nella lunghezza d'onda del visibile; questi fenomeni prendono il nome di oggetti di Herbig-Haro (oggetti HH). 
Le stelle T Tauri si trovano solitamente in ambienti scarsamente densi; l'assenza di gas e polveri intorno all'astro significa che gli oggetti HH hanno una scarsa capacità di trattenerli. Di conseguenza hanno meno probabilità di essere associati ai flussi bipolari.
La presenza dei flussi bipolari mostra come la stella centrale stia affrontando un processo di accrescimento a partire dalla materia contenuta in un disco circumstellare. Il getto si origina a causa del momento angolare che la materia assume mentre precipita spiraleggiando dal disco di accrescimento verso la stella centrale; infatti, se i flussi non esistessero, non esisterebbe neppure il disco di accrescimento, e la stella non si formerebbe mai.

## Flussi nelle stelle evolute

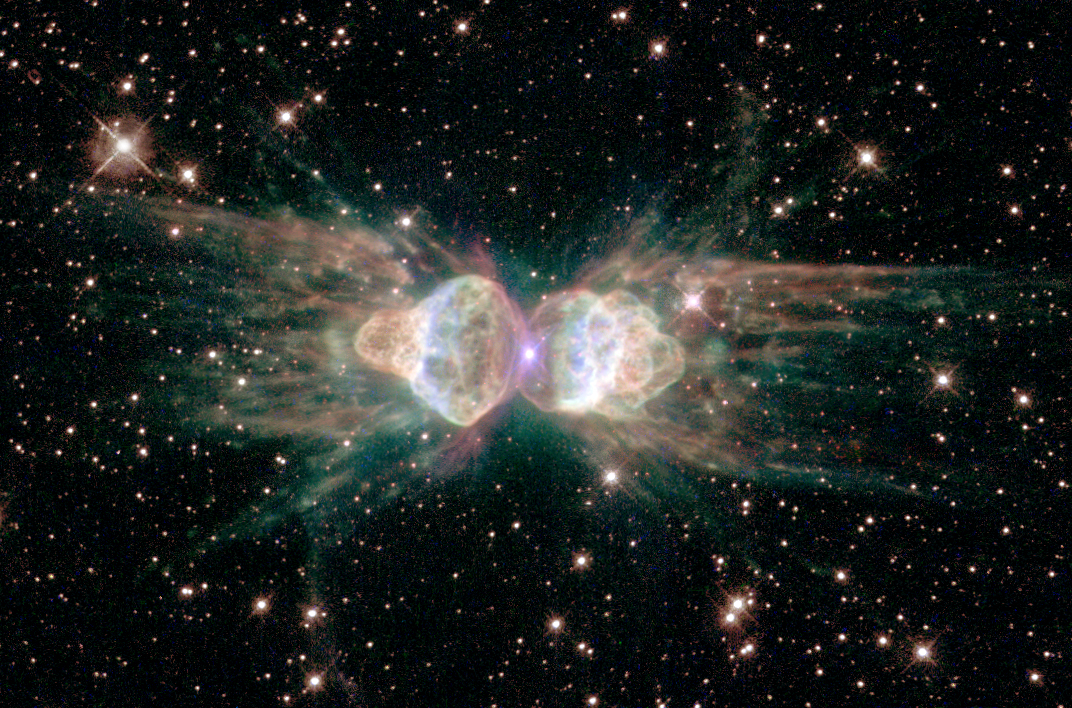
La Nebulosa Formica (MZ3), chiaro esempio di nebulosa planetaria bipolare.

I flussi bipolari delle stelle in un avanzato stato evolutivo si originano come venti sferici simmetrici (denominati venti post-AGB), emanati dalla superficie di una Gigante rossa nelle sue ultime fasi di vita. I venti sono convogliati in coni di gas dai campi magnetici o dalla compagna (se si tratta di un sistema binario) secondo dinamiche ancora non molto ben conosciute. I flussi bipolari dopo un certo tempo tendono ad evolvere in nebulose planetarie.